# Slag bij Amba Aradam
De Slag bij Amba Aradam ook wel Slag bij Imba Aradom of Slag bij Enderta was een veldslag tussen Italië en Ethiopië van 10 tot 19 februari 1936 om de berg Amba Aradam in de Ethiopische provincie Enderta op het noordelijk front van de Tweede Italiaans-Ethiopische Oorlog. De Ethiopiërs hadden terreinvoordeel boven op de berg, maar de Italianen wonnen door hun artillerie en luchtmacht.

## Voorafgaande

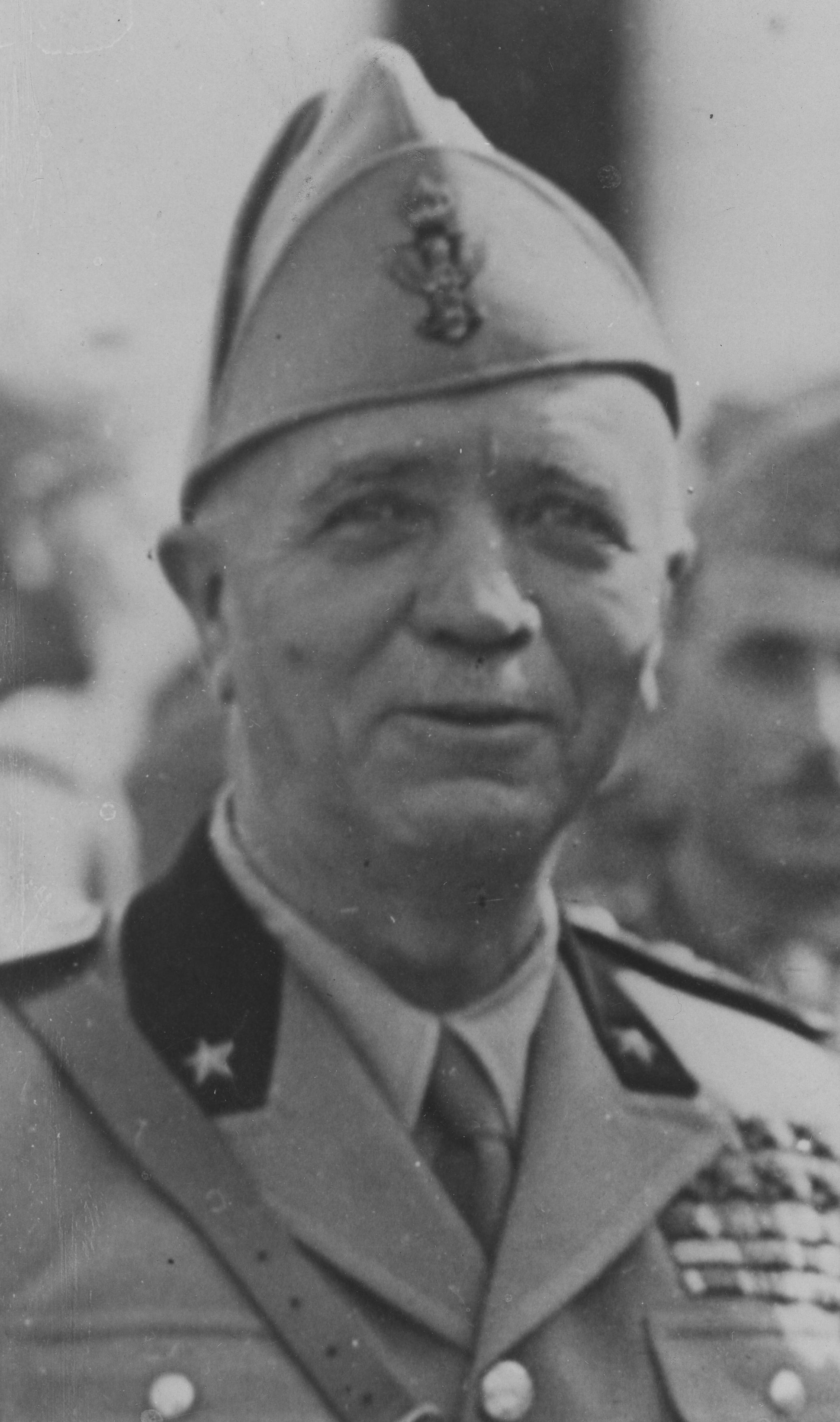
Maarschalk Pietro Badoglio

Maarschalk Pietro Badoglio rukte met een leger van 100.000 Italiaanse soldaten en 25.000 soldaten uit Eritrea op naar de Ethiopische hoofdstad Addis Ababa. Op zijn weg lag ras Mulugeta Yeggazu met 80.000 man in stellingen boven op de berg Amba Aradam. In de Eerste Slag bij Tembien had Badoglio van 20 tot 24 januari eerst afgerekend met de legers van ras Kassa Haile Darge met 40.000 man en ras Seyoum Mengesha met 30.000 man in de provincie Tembien. Nu die uitgeschakeld waren, had hij geen flankaanval meer te duchten en kon hij het gevecht om Amba Aradam aangaan.

## Oorlogsverslaggevers
Op 9 februari hield maarschalk Badoglio een persconferentie in zijn hoofdkwartier en kondigde hij aan, dat hij het obstakel op de weg naar Addis Abeba uit de weg zou ruimen.
Time Magazine vermeldt dat de verslaggevers aan Italiaanse zijde een telescoop kregen om de gevechten gade te slaan.

## Krachtverhouding
Beide legers waren ongeveer even talrijk: 80.000 man. Badoglio was qua uitrusting in het voordeel. Hij beschikte over 5000 machinegeweren, 280 kanonnen en 170 vliegtuigen. De Ethiopiërs hadden 400 machinegeweren, 18 verouderde kanonnen van middelmatig kaliber, geen vliegtuigen en weinig luchtafweergeschut. Mulugeta had wel terreinvoordeel door de steile hellingen van Amba Aradam.

## Luchtverkenning

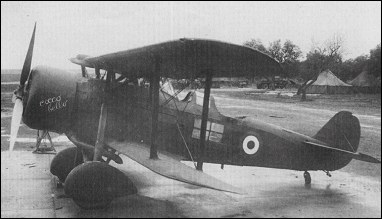
Een IMAM Ro.37 vliegtuig

Badoglio was een fan van artillerie. Zijn hoofdkwartier was tegelijk de observatiepost van de artillerie. Om de vijf minuten vertrokken verkenningsvliegtuigen van de Regia Aeronautica om doelwitten te bepalen voor de Italiaanse kanonniers. De verkenningsvliegtuigen fotografeerden het gebied en vonden een zwakke plek in de verdediging van Ras Mulugeta. Uit luchtfoto's bleek, dat een aanval vanuit de Antalo-vlakte in het zuiden weinig weerstand zou ontmoeten. Badoglio plande daarop een omsingeling van Amba Aradam en een aanval in de rug van ras Mulugeta vanuit Antalo.

## Omsingeling
Op 10 februari om 8h00 stuurde Badoglio zijn reguliere soldaten en zwarthemden vooruit. Hij hield de inheemse Oromo in reserve. Het 1e en 3e legerkorps trokken door de Calamino-vlakte en tegen het donker lagen ze op de oever van de rivier Gabat.
Op 11 februari trokken de 4e divisie zwarthemden en de 5e Alpiene Divisie Pusteria van het 1e legerkorps van de Gabat naar de westelijke flank van Amba Aradam. Het 3e legerkorps trok tegelijk naar de oostelijke zijde.
In de namiddag van 12 februari vielen de Ethiopiërs van bovenaf de westelijke hellingen de zwarthemden aan, die daardoor niet verder konden. De alpiene divisie van Pusteria was nog altijd in beweging. De Italianen bestookten de Ethiopische stellingen aanhoudend door kanonnen en vliegtuigen.
Tegen de avond van 14 februari was Amba Aradam omsingeld en stelden de Italianen hun artillerie op voor de slotaanval. In de ochtend van 15 februari in het donker en bij bewolkt weer was de opstelling volledig. Toen de zon doorkwam en de wolken optrokken zagen de Ethiopiërs dat ze omsingeld waren. Ze stormden de westelijke hellingen af naar Addi Kolo. De Italiaanse artillerie en luchtmacht stuitten de tegenaanval.
De berg Amba Aradam bestond uit twee delen. Er was een gekartelde bergrug die de Italianen de “haringgraat” noemden en rechts was er een afgeplatte bergtop die de Italianen de “priesterhoed” noemden. Er rond lag de provincie Enderta.
Ras Mulugeta dacht, dat de Italianen eerst de “priesterhoed” zouden aanvallen, maar de Italianen vielen eerst de “haringgraat” aan. Daardoor werden de stellingen op de “priesterhoed” onhoudbaar.
De 1e divisie zwarthemden hees de Italiaanse vlag op de top van Amba Aradam.

## Vlucht
De Ethiopische tegenaanval had een bres gelagen in de Italiaanse linie bij Addi Kolo. Het leger van Ras Mulugeta ontkwam daarlangs naar Amba Alagi en Sokota.
Badoglio bestookte het vluchtende leger met zijn luchtmacht. In vier dagen kregen de Ethiopiërs veertig ton mosterdgas over zich.
De Italianen hadden de lokale Oromo bovendien geld uitgeloofd om vluchtende Ethiopiërs aan te vallen. Tadessa Mulugeta, de zoon van ras Mulugeta, was de Asmach van de achterhoede. De Oromo doodden hem en verminkten zijn lijk. Toen ras Mulugeta dat vernam, maakte hij rechtsomkeer. Hij stierf door mitrailleurvuur vanuit een vliegtuig. Het leger van ras Mulugeta viel uiteen.

## Nasleep
De Italianen telden 800 doden en de Ethiopiërs 6000 doden en 12.000 gewonden.
Badoglio richtte zich nu opnieuw tegen het centrum van het Ethiopisch leger met ras Kassa Haile Darge en ras Seyoum Mengesha in de Tweede Slag bij Tembien.